# Нивиллер (кантон)

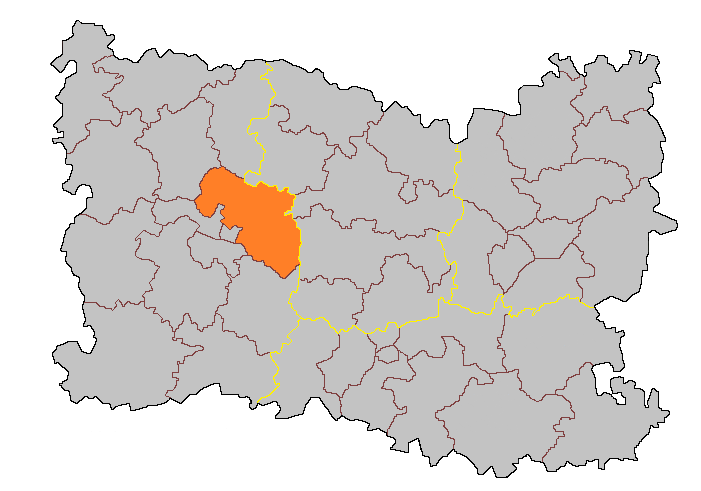
Кантон Нивиллер на карте департамента Уаза

Нивилле́р (фр. Nivillers) — упраздненный кантон во Франции, регион Пикардия, департамент Уаза. Входил в состав округа Бове.
В состав кантона входили коммуны (население по данным Национального института статистики за 2010 г.):
- Байёль-сюр-Терен (2 097 чел.)
- Бонлье (400 чел.)
- Брель (4 260 чел.)
- Веленн (246 чел.)
- Вердерель-ле-Сокёз (740 чел.)
- Гиньекур (385 чел.)
- Жувиньи (290 чел.)
- Лаверсин (1 148 чел.)
- Лафре (348 чел.)
- Ле-Фе-Сен-Кантен (545 чел.)
- Мезонсель-Сен-Пьер (157 чел.)
- Нивиллер (190 чел.)
- Одивиллер (801 чел.)
- Ороэр (544 чел.)
- Роши-Конде (1 035 чел.)
- Тердонн (935 чел.)
- Тийе (1 102 чел.)
- Труассерё (1 152 чел.)
- Фонтен-Сен-Люсьян (150 чел.)
- Фукероль (270 чел.)

## Экономика
Структура занятости населения:
- сельское хозяйство — 3,8 %
- промышленность — 19,8 %
- строительство — 9,0 %
- торговля, транспорт и сфера услуг — 41,1 %
- государственные и муниципальные службы — 26,3 %

## Политика
На президентских выборах 2012 г. жители кантона отдали в 1-м туре Марин Ле Пен 28,8 % голосов против 26,3 % у Николя Саркози и 22,2 % у Франсуа Олланда, во 2-м туре в кантоне победил Саркози, получивший 55,6 % голосов (2007 г. 1 тур: Саркози  — 32,5 %, Сеголен Руаяль — 18,3 %; 2 тур: Саркози — 61,1 %). На выборах в Национальное собрание в 2012 г. по 1-му избирательному округу департамента Уаза они поддержали действующего депутата, кандидата партии Союз за народное движение Оливье Дассо, получившего 40,0 % голосов в 1-м туре и 56,9 % голосов - во 2-м туре.
|  | Кандидат      | Партия                    | % голосов |
|  | ------------- | ------------------------- | --------- |
|  | Ив Ром        | Социалистическая партия   | 53,19     |
|  | Лоран Изор    | Союз за народное движение | 26,41     |
|  | Ив Пишон      | Национальный фронт        | 11,71     |
|  | Мартин Юммель | Коммунистическая партия   | 8,69      |